# Diari Català
Diari Català (sous-titré Polítich i literari, littéralement Journal catalan. Politique et littéraire) est le premier journal écrit en catalan, fondé par Valentí Almirall et lancé le 4 mai 1879 à Barcelone. D'idéologie républicaine fédéraliste et cherchant à promouvoir le catalanisme auprès du peuple, il fut publié jusqu'au 30 juin 1881, date à laquelle son créateur décida d'y mettre fin à la suite d'affrontements idéologiques avec Francesc Pi i Margall,,.